# Artur Ershov
Pour les articles homonymes, voir Erchov.
Artur Ershov (en russe : Артур Станиславович Ершов, ISO 9 : Artur Stanislavovič Eršov ; né le 7 mars 1990 à Verkhniaïa Pychma) est un coureur cycliste russe, spécialiste de la poursuite. En février 2015, lors des championnats du monde à Saint-Quentin-en-Yvelines en France, il remporte le titre de champion du monde de la course aux points.

## Palmarès sur piste

### Championnats du monde
- Melbourne 2012
  - 4e de la poursuite par équipes
  - 6e de l'américaine
- Minsk 2013
  - 5e de la poursuite par équipes
  - 6e de l'omnium
- Cali 2014
  - 4e de la poursuite par équipes
  - 9e de l'américaine
- Saint-Quentin-en-Yvelines 2015
  -  Champion du monde de course aux points
  - 5e de la poursuite par équipes
- Londres 2016
  - 15e de la course aux points
- Pruszków 2019
  - 16e de l'américaine

### Coupe du monde
- 2008-2009
  - 1er de la poursuite par équipes à Cali (avec Vladimir Shchekunov, Valery Kaykov et Leonid Krasnov)
  - 3e de l'américaine à Cali
  - 3e de la poursuite par équipes à Pékin
- 2009-2010
  - 2e de l'américaine à Cali
  - 2e de la poursuite par équipes à Cali
- 2010-2011
  - Classement général de la course aux points
  - 1er de la course aux points à Pékin
- 2011-2012
  - 3e de l'américaine à Astana 
  - 3e de la course aux points à Londres
- 2012-2013
  - 1er de l'omnium à Aguascalientes
- 2013-2014
  - 3e de l'américaine à Aguascalientes
- 2014-2015
  - 2e de la poursuite par équipes à Cali

### Coupe des nations
- 2021
  - 3e de l'américaine à Saint-Pétersbourg

### Championnats du monde juniors
- Le Cap 2008
  -  Médaille d'argent de la poursuite par équipes juniors

### Championnats d'Europe
- Cottbus 2007
  -  Champion d'Europe de poursuite juniors
- Minsk 2009
  -  Champion d'Europe de poursuite par équipes espoirs (avec Valery Kaykov, Ievgueni Kovalev et Alexander Petrovskiy)
  -  Champion d'Europe de la course aux points espoirs
- Saint-Pétersbourg 2010
  -  Champion d'Europe de poursuite par équipes espoirs (avec Valery Kaykov, Sergey Chernetskiy et Sergey Shilov)
  -  Champion d'Europe de la course aux points espoirs
  -  Médaillé d'argent de la poursuite espoirs
- Anadia 2011
  -  Champion d'Europe de poursuite par équipes espoirs (avec Maxim Kozyrev, Sergey Chernetskiy et Kirill Sveshnikov)
  -  Champion d'Europe de poursuite espoirs
- Panevėžys 2012
  -  Champion d'Europe de poursuite par équipes (avec Valery Kaykov, Alexei Markov et Alexander Serov)
  -  Médaillé d'argent de l'américaine
  -  Médaillé d'argent de l'omnium
- Apeldoorn 2013
  -  Médaillé d'argent de la poursuite par équipes

### Universiade d'été
- Shenzhen 2011
  -  Médaillé d'or de la course aux points
  -  Médaillé d'argent de la poursuite

### Championnats de Russie
- 2011
  - 2e de la poursuite par équipes
  - 3e de l'omnium
- 2013
  -  Champion de Russie de poursuite par équipes (avec Ievgueni Kovalev, Ivan Savitskiy et Alexander Serov)
  - 2e de l'omnium
  - 3e de l'américaine
- 2018
  - 2e de l'omnium
- 2019
  -  Champion de Russie d'omnium

## Palmarès sur route et classements mondiaux

### Palmarès
- 2008
  - 6e du championnat du monde sur route juniors
- 2010
  - Volta ao Ribeiro
  - 5eb étape du Tour de Palencia
- 2011
  - 4e étape du Tour de la Bidassoa
  - 2e étape du Tour de Navarre
  -  Médaillé d'or du contre-la-montre par équipes à l'Universiade d'été (avec Sergey Shilov, Valery Kaykov et Maksim Kozyrev)
  - 2e du Grand Prix Macario
  - 3e du Trophée Iberdrola
- 2012
  - 8e étape du Tour du lac Qinghai
- 2014
  - Grand Prix Udmurtskaya Pravda :
    - Classement général
    - 4e étape

  - 3e du championnat de Russie sur route
- 2016
  - 1reb étape de la Semaine internationale Coppi et Bartali (contre-la-montre par équipes)
- 2018
  - 3e étape du Tour du Costa Rica
  - 3e des Cinq anneaux de Moscou
- 2020
  - Tour de Mevlana

### Résultats sur les grands tours

#### Tour d'Italie
1 participation
- 2016 : hors-délais (15e étape)

### Classements mondiaux
| Année                                 | 2012 | 2013 | 2014 | 2015 | 2016  | 2017  | 2018  | 2019  | 2020 | 2021  |
| ------------------------------------- | ---- | ---- | ---- | ---- | ----- | ----- | ----- | ----- | ---- | ----- |
| Classement mondial                    |      |      |      |      | 2033e | 1976e | 1546e | 2331e | 654e | 2339e |
| UCI Europe Tour                       | nc   | 988e | 173e | 530e | 1350e | 1254e | 987e  | 1498e | 532e | 1561e |
| UCI Asia Tour                         | 55e  | nc   | nc   | nc   | nc    | nc    | nc    |       |      |       |
| UCI America Tour                      | nc   | nc   | 427e | nc   | nc    | nc    | nc    |       |      |       |
|                                       |      |      |      |      |       |       |       |       |      |       |
| Légende : nc = non classéSource : UCI |      |      |      |      |       |       |       |       |      |       |